# Fair Friend Group
Die Fair Friend Group (FFG) ist eine taiwanische Unternehmensgruppe, deren Kern das Unternehmen Fair Friend Enterprise Company Limited bildet.

## Geschichte
Die Unternehmensgruppe wurde 1979 gegründet und diente zunächst als exklusive Handelsvertretung für japanische Kobelco-Baumaschinen in Taiwan. Im Jahr 1984 wurden die Werkzeugmaschinenhersteller Lien-Fong und Feeler übernommen, wodurch FFG von einem einfachen Händler zum Produzenten aufstieg. Die neu übernommenen Gesellschaften wurden 1985 in die eigens gegründete Werkzeugmaschinen-Division eingegliedert. Im Zuge eines Joint Ventures mit dem japanischen RYOBI-Konzern wurde das Produktportfolio 1986 um Türschließer erweitert. Das Wachstum durch Joint Ventures mit ausländischen Partnerunternehmen setzte sich 1988 und 1989 fort, als zusammen mit SKF eine Fertigung von Kugellagergehäusen und elektrischen Bauteilen aufgebaut und mit der Iwata Air Compressor Manufacturing Company  die Produktion von Lackierwerkzeug aufgenommen wurde. Noch im Jahr 1989 wurde zusammen mit SKF ein weiteres gemeinsames Unternehmen gegründet, das CNC-Werkzeugmaschinen herstellte. In den folgenden Jahren wurden weitere Produkte wie Aufzüge, Ausstattungen für Parkhäuser oder Gabelstapler ebenfalls in die Produktpalette aufgenommen. Der Schritt auf den deutschen Markt gelang der Unternehmensgruppe im Wesentlichen durch die Akquisition der traditionsreichen deutschen Maschinenbauer Hüller Hille, Hessapp, Modul, Witzig & Frank und VDF Boehringer, die allesamt von MAG IAS im Jahr 2013 übernommen wurden. Die vollständige Übernahme von MAG IAS erfolgte 2015. Auf der wichtigen Branchenmesse EMO 2015 in Mailand war FFG gemessen an der beanspruchten Fläche der größte Aussteller. Von den übernommenen Herstellern wurde Hüller Hille 2017 an die, von Hongkong aus gelenkte, Zuse Holding GmbH weiterverkauft, nachdem aufgrund schlechter Geschäfte eine Werksschließung in Aussicht gestellt worden war. Im selben Jahr schloss FFG eine Kooperation mit Siemens ab, die die Integration von Siemens-Technologie in FFG-Werkzeugmaschinen vorsah. Heute besteht die Unternehmensgruppe aus drei Divisionen.

## Werkzeugmaschinen-Division
Die Werkzeugmaschinensparte von FFG bezeichnet sich selbst als größte Werkzeugmaschinengruppe der Welt und umfasst 37 eigenständige Marken. Insbesondere die deutschen Marken kamen durch die erst teilweise und später vollständige Übernahme des Werkzeugmaschinenherstellers MAG IAS zwischen 2013 und 2015 zu FFG. Zur gesamten Markenfamilie zählen unter anderem:
| - Feeler (Taiwan) - Hangzhou Good Friend (China) - Meccanodora (Italien) - Sachman (Italien) - Hessapp (Deutschland) - Modul (Deutschland) | - Witzig & Frank (Deutschland) - VDF Boehringer (Deutschland) - Honsberg (Deutschland) - MAG (Deutschland) - Pfiffner (Deutschland und Schweiz) |

## Industrieausrüstungs-Division
Die Division für Industrieausrüstungen produziert und vertreibt durch mehrere Tochtergesellschaften unterschiedliche Erzeugnisse im Bereich der Elektrowerkzeuge, Baumaschinen, Aufzüge, Gabelstapler und mechanischen Baugruppen. Die Gesellschaften dieser Division sind fast ausschließlich in den taiwanischen, chinesischen und japanischen Märkten tätig.

## Grüne Energie-Division
Die Tochtergesellschaften der Division „Grüne Energie“ haben ihren Hauptsitz allesamt in Taiwan und produzieren verschiedene elektronische Baugruppen, Maschinen für die Herstellung und Inspektion von elektronischen Bauteilen und Bauteile aus Magnesium-Legierungen.